# Pat Proft
Pat Proft est un scénariste, producteur, acteur et réalisateur américain né le 3 avril 1947 à Columbia Heights dans le Minnesota.

## Filmographie

### Scénariste
- 1975 : The Smothers Brothers Show
- 1975 : The Jim Stafford Show (3 épisodes)
- 1975 : When Things Were Rotten (1 épisode)
- 1976 : Welcome Back, Kotter (1 épisode)
- 1976 : The Carol Burnett Show (4 épisodes)
- 1976 : Van Dyke and Company (1 épisode)
- 1977 : Redd Foxx (1 épisode)
- 1978 : Ringo
- 1978 : Mary
- 1979 : Au temps de la guerre des étoiles
- 1979 : Detective School (1 épisode)
- 1980 : All Commercials... A Steve Martin Special
- 1984 : Police Squad (2 épisodes)
- 1984 : Police Academy
- 1984 : High School U.S.A.
- 1984 : Le Palace en délire
- 1985 : Police Academy 2
- 1985 : Les Zéros de conduite
- 1985 : Profession : Génie
- 1986 : Police Academy 3
- 1987 : Police Academy 4
- 1988 : Police Academy 5
- 1988 : Le Dindon de la farce
- 1988 : Y a-t-il un flic pour sauver la reine ?
- 1989 : Police Academy 6
- 1991 : Y a-t-il un flic pour sauver le président ?
- 1991 : Hot Shots!
- 1992 : Brain Donors
- 1993 : Hot Shots! 2
- 1994 : Y a-t-il un flic pour sauver Hollywood ?
- 1994 : Police Academy : Mission à Moscou
- 1996 : Prof et rebelle
- 1997 : Mr. Magoo
- 1997 : Police Academy (2 épisodes)
- 1998 : Le Détonateur
- 2003 : Scary Movie 3
- 2006 : Scary Movie 4
- 2008 : Stripmovie
- 2008 : Le Pacte mystérieux
- 2009 : Super Dave's Spike Tacular (4 épisodes)
- 2013 : Scary Movie 5

### Producteur
- 1982 : Twilight Theater
- 1985 : Moving Violations
- 1988 : Lucky Stiff
- 1991 : Hot Shots!
- 1993 : Hot Shots! 2
- 1998 : Le Détonateur

### Acteur
- 1973 : The Burns and Schreiber Comedy Hour
- 1975 : Quand tout était pourri... re : un passant (1 épisode)
- 1976 : Tunnel Vision : Skipper
- 1979 : Fast Friends : Bill Owens
- 1979 : Detective School : Leo Frick (11 épisodes)
- 1980 : All Commercials... A Steve Martin Special
- 1981 : Modern Problems : Maître D
- 1982 : Twilight Theater
- 1984 : Le Palace en délire : l'homme qui crie
- 1991 : Hot Shots! : Lawrence Lipps
- 1998 : Le Détonateur : le technicien des fenêtres

### Réalisateur
- 1998 : Le Détonateur